# Circuit Raymond Demy
Le Circuit Raymond Demy est un circuit de moto-cross situé à Ernée dans le département de la Mayenne (France). Il porte le nom de l'ancien président du Moto Club d'Ernée, Raymond Demy, qui occupa cette fonction de 1975 à 2007.
Il est réservé aux motos, quad et side-car et est utilisé pour le Grand Prix de France du championnat du monde MX1/MX2. Il a aussi connu le Motocross des nations en 2005, 2015 et 2023.
Lors de la saison 2011 et suivant un principe d'alternance entre les circuits français, le Grand Prix de France devait y être organisé mais l'organisation en 2011 du Motocross des nations sur le circuit du Puy de Poursay et la situation économique ont entraîné le transfert de l'organisation sur le site de Saint-Jean-d'Angély. Une situation identique a été rencontrée en 2008.
En 2015, le circuit a subi des modifications avant de recevoir le Motocross des nations les 26 et 27 septembre. 
En 2023, le circuit accueille de nouveau le Motocross des nations les 7 et 8 octobre. Au cours de ce weekend, le record d'affluence a été battu avec plus de 70 000 spectateurs contre environ 60 000 en 2015 et 40 000 en 2005.

## Compétitions
Cette rubrique reprend tous les vainqueurs des compétitions mondiales de moto-cross.
| Saison | Pilote vainqueur                               | Nationalité                                  | Catégorie                                    | Compétition           |
| ------ | ---------------------------------------------- | -------------------------------------------- | -------------------------------------------- | --------------------- |
| 1990   | Donny Schmit                                   | États-Unis                                   | 125 cm³                                      | Championnat du monde  |
| 1994   | Greg Albertyn                                  | Afrique du Sud                               | 250 cm³                                      | Championnat du monde  |
| 1998   | Joël Smets                                     | Belgique                                     | 500 cm³                                      | Championnat du monde  |
| 1999   | Marnicq Bervoets                               | Belgique                                     | 250 cm³                                      | Championnat du monde  |
| 2001   | Kenneth Gundersen Mickaël Pichon Stefan Everts | Danemark France Belgique                     | 125 cm³ 250 cm³ 500 cm³                      | Championnat du monde  |
| 2003   | Stefan Everts                                  | Belgique                                     | 125 cm³ 250 cm³ 650 cm³                      | Championnat du monde  |
| 2004   | Thierry Béthys                                 | France                                       | MX3                                          | Championnat du monde  |
| 2005   | Ricky Carmichael Ivan Tedesco Kevin Windham    | États-Unis                                   |                                              | Motocross des nations |
| 2006   | Stefan Everts Antonio Cairoli                  | Belgique Italie                              | MX1 MX2                                      | Championnat du monde  |
| 2009   | Maximilian Nagl Marvin Musquin                 | Allemagne France                             | MX1 MX2                                      | Championnat du monde  |
| 2013   | Antonio Cairoli Jeffrey Herlings               | Italie Pays-Bas                              | MX1 MX2                                      | Championnat du monde  |
| 2015   | Marvin Musquin Gautier Paulin Romain Febvre    | France                                       |                                              | Motocross des nations |
| 2017   | Clément Desalle Pauls Jonass                   | Belgique Lettonie                            | MXGP MX2                                     | Championnat du monde  |
| 2020   | Annulé en raison de la pandémie de Covid-19.   | Annulé en raison de la pandémie de Covid-19. | Annulé en raison de la pandémie de Covid-19. | Motocross des nations |
| 2022   | Jeremy Seewer Tom Vialle                       | Suisse France                                | MXGP MX2                                     | Championnat du monde  |
| 2023   | Romain Febvre Tom Vialle Maxime Renaux         | France                                       |                                              | Motocross des nations |

## Culture populaire

### Jeux vidéo
- Dans le jeu vidéo MXGP 2, les joueurs peuvent piloter sur le circuit reproduit à l'identique dans le mode "Motocross des Nations".